# Semaine 20
D'après la norme ISO 8601, une semaine débute un lundi et s'achève un dimanche, et une semaine dépend d'une année lorsqu'elle place une majorité de ses sept jours dans l'année en question, soit au moins quatre. Dès lors, la semaine 20 est la semaine du vingtième jeudi de l'année. Elle suit la semaine 19 et précède la semaine 21 de la même année.
La semaine 20 est pratiquement toujours la semaine du 17 mai, sauf exceptionnellement, dans le cas d'une année bissextile commençant un jeudi.
Elle commence au plus tôt le 10 mai et au plus tard le 17 mai.
Elle se termine au plus tôt le 16 mai et au plus tard le 23 mai.

## Notations normalisées
La semaine 20 dans son ensemble est notée sous la forme W20 pour abréger.
| Jour de la semaine 20 | Notation |
| --------------------- | -------- |
| Lundi                 | W20-1    |
| Mardi                 | W20-2    |
| Mercredi              | W20-3    |
| Jeudi                 | W20-4    |
| Vendredi              | W20-5    |
| Samedi                | W20-6    |
| Dimanche              | W20-7    |

## Cas de figure
| Cas | Le 31 décembre est… | L'année est une année… | Le vingtième jeudi de l'année tombe… | La semaine 20 débute… | La semaine 20 s'achève… | Premier cas après 2008 |
| --- | ------------------- | ---------------------- | ------------------------------------ | --------------------- | ----------------------- | ---------------------- |
| 0   | Un vendredi         | bissextile DC          | Le 13 mai                            | Le lundi 10 mai       | Le dimanche 16 mai      | 2032                   |
| 1   | Un jeudi            | D ou ED                | Le 14 mai                            | Le lundi 11 mai       | Le dimanche 17 mai      | 2009                   |
| 2   | Un mercredi         | E ou FE                | Le 15 mai                            | Le lundi 12 mai       | Le dimanche 18 mai      | 2014                   |
| 3   | Un mardi            | F ou GF                | Le 16 mai                            | Le lundi 13 mai       | Le dimanche 19 mai      | 2013                   |
| 4   | Un lundi            | G ou AG                | Le 17 mai                            | Le lundi 14 mai       | Le dimanche 20 mai      | 2018                   |
| 5   | Un dimanche         | A ou BA                | Le 18 mai                            | Le lundi 15 mai       | Le dimanche 21 mai      | 2017                   |
| 6   | Un samedi           | B ou CB                | Le 19 mai                            | Le lundi 16 mai       | Le dimanche 22 mai      | 2011                   |
| 7   | Un vendredi         | C                      | Le 20 mai                            | Le lundi 17 mai       | Le dimanche 23 mai      | 2010                   |

1. 1 2 3  Dans ce cas, l'année compte une semaine 53.